# Ammophilomima imitatrix
Ammophilomima imitatrix är en tvåvingeart som beskrevs av Günther Enderlein 1914. Ammophilomima imitatrix ingår i släktet Ammophilomima och familjen rovflugor. Inga underarter finns listade i Catalogue of Life.